# خوان اوانجلیستا ونگاس
خوان اوانجلیستا ونگاس (انگلیسی: Juan Evangelista Venegas؛ ۲۷ دسامبر ۱۹۲۸ – ۱۶ آوریل ۱۹۸۷) بوکسور اهل پورتوریکو بود.